# ブルーノ・マルティノッティ
ブルーノ・マルティノッティ（Bruno Martinotti, 1936年11月9日 - 1986年3月2日）は、イタリアの指揮者、フルート奏者、作曲家。
トリノの生まれ。ミラノ音楽院でシルヴィオ・クレリチにフルートを学び、1954年に卒業後はミラノ・イタリア放送交響楽団の首席フルート奏者を1965年まで務めた。その後、ブルーノ・ベッティネッリに作曲、セルジュ・チェリビダッケ、フランコ・フェラーラとヘルマン・シェルヘンに指揮を学ぶ。1964年にフィレンツェ国際指揮者コンクールで優勝し、1967年から1972年までミラノ・アンジェリクム合奏団の首席指揮者になった。1968年にはミラノ・スカラ座に指揮者デビューを果たし、世界各国のオーケストラや歌劇場に客演した。1973年から1975年までカルロ・フェリーチェ歌劇場の芸術監督、1976年から1979年および1981年から1983年までトリノ王立歌劇場の首席指揮者を歴任した。
トリノにて没。

## 註
1. ↑  treccani.it

| スタブアイコン | サブスタブ | この項目は、まだ閲覧者の調べものの参照としては役立たない、音楽関係者（バンド等）に関連した書きかけの項目です。この項目を加筆・訂正などしてくださる協力者を求めています（P:音楽/PJ:芸能人）。 |